# Nicholas Clausen
Nicholas Clausen, oppure Nicolas Clausen (XVII secolo – Londra, XVIII secolo), è stato un artista e incisore inglese, specializzato come argentiere.

## Biografia
Nicholas Clausen, di origine scandinava, fu attivo a Londra intorno al primo quarto del XVIII secolo.
Lavorò nel periodo considerato più fertile nella storia dell'argenteria inglese, difatti negli stessi anni operarono a Londra: Paul de Lamerie, orafo inglese, francese di origine, nato nei Paesi Bassi, naturalizzato inglese, maestro argentiere a Londra dal 1716; Augustin Courtauld; Robert Abercromby; Clausen si distinse soprattutto per i mobili d'argento.
Tra questi, si può menzionare un trono molto ornato e simile nel modello alle poltrone di mogano contemporanee, che egli realizzò per la zarina Anna di Russia nel 1731 e che è conservato nel Museo dell'Ermitage a San Pietroburgo.
Tutti i suoi lavori furono influenzati dall'arte della scuola ugonotta.

## Opere
- Trono molto ornato per la zarina Anna di Russia, 1731, Ermitage a San Pietroburgo